# Carlo Galli
Carlo Galli   (Montecatini-Terme, 6 de març de 1931 - Roma, 6 de novembre de 2022) fou un futbolista italià de la dècada de 1950.
Fou internacional amb la selecció de futbol d'Itàlia amb la qual participà a la copa del Món de futbol de 1954.
Va jugar durant 16 temporades (305 partits, 111 gols) a la Serie A als clubs U.S. Città di Palermo, AS Roma, AC Milan, Udinese Calcio, Genoa CFC. i S.S. Lazio.